# Viktor de Kowa
Viktor de Kowa, geboren als Victor Paul Karl Kowarzik (Hohkirch, 8 maart 1904 - West-Berlijn, 8 april 1973), was een Duitse acteur, chansonzanger, regisseur, verteller en komedieschrijver.

## Jeugd en opleiding
Viktor de Kowa was de zoon van een agrariër en ingenieur en groeide op in Dresden en van 1908 tot 1913 in Seifersdorf, waar hij ook naar school ging. Later woonde hij met zijn familie in Chemnitz. Na de cadettenschool bezocht hij de kunstacademie in Dresden en werd vervolgens plakaattekenaar. Daarna nam hij toneelonderricht bij Erich Ponto, die hem in 1922 zijn eerste verbintenis bezorgde bij het Dresdner Staatstheater. In 1926 behoorde hij tot het ensemble van de Waldbühne Sohland. Na stops in Lübeck, Frankfurt am Main en Hamburg ging hij naar Berlijn, waar hij speelde bij de Volksbühne, het Deutsches Theater Berlin en bij het Staatstheater bij Gustaf Gründgens.

## Carrière
Zijn eerste kleine filmrol speelde in in de tijd van de stomme film in Der Herzensdieb (1927). In de UFA-tijd (jaren 1930 en 1940) telde de Kowa tot de belangrijkste persoonlijkheden van de filmkomedie. Met zijn rol in Kleiner Mann-ganz groß brak hij landelijk door als acteur. Hij was lid van de NSDAP en regisseerde bij de propagandafilm Kopf hoch, Johannes!. In deze jeugdfilm werd de onafhankelijke, vrijheidsminnende Johannes in een NS-jeugdorganisatie, een Napola-school, bekeerd tot discipline en gehoorzaamheid. Alhoewel Joseph Goebbels het thema van de film goedkeurde, was hij teleurgesteld van de regieprestatie van de Kowa. Desondanks werd de Kowa in augustus 1944 door Goebbels op de Gottbegnadigtenlijst van onmisbare acteurs geplaatst, waardoor hij werd gevrijwaard voor de militaire dienstplicht. Voor de laatste in opdracht gegeven film Das Leben geht weiter (1945) van het NS-regime werd de Kowa als bestbetaalde acteur gecontracteerd. Deze film werd echter nooit gepubliceerd.
Zijn openlijke steun en sympathie voor het NS-regime deed echter na de Tweede Wereldoorlog geen afbreuk aan zijn carrière. Aldus was hij van 1945 tot 1950 intendant van de Berliner Tribüne en van 1956 tot 1962 lid van het Weense Burgtheater. Hij hield zich ook bezig met organisaties van de vredesbeweging en was van 1962 tot 1966 voorzitter van de Gewerkschaft Kunst en bondsdirectielid van de Deutsche Gewerkschaftsbund.
In de naoorlogse periode schitterde hij in de films Peter Voß, der Millionendieb (1946) als Peter Voß, Des Teufels General (1955) als SS-Gruppenführer Schmidt-Lausitz, Es muß nicht immer Kaviar sein (1961) als Loos, Diesmal muß es Kaviar sein als Loos, Der Fälscher von London (1961) als Dr. Wells en Das Haus in Montevideo (1963) als advocaat. Zijn laatste filmrol had hij in de Karl May-film Winnetou und sein Freund Old Firehand als de Engelsman Ravenhurst.
Bij de televisie speelde hij in het tv-spel Die große Szene (1962) en in de serie Slim Callaghan greift ein (1964, ZDF). Als stemacteur leende hij zijn stem aan James Stewart in de komedie Harvey (1950) en in No Highway in the Sky (1951).
Als auteur schiep hij podiumkomedies, waaronder So oder so, Heut Abend um 6, Untreu, Florian ist kein schlechter Kerl en Der Tolpatsch en hij vertaalde ook stukken uit het Frans.

## Privéleven en overlijden
Viktor de Kowa was van 1926 tot 1941 getrouwd met de actrice Ursula Gravley (1908-1977) en sinds 1941 met de Japanse zangeres en actrice Michiko Tanaka (1909-1988). Hij overleed op 8 april 1973 in de leeftijd van 68-jaar in West-Berlijn en werd bijgezet op het kerkhof Heerstraße in een eregraf van de stad Berlijn.

## Onderscheidingen
- 1956: Komturkreuz des römischen Adlerordens
- 1961: Verdienstkreuz 1e Klasse des Verdienstordens van de Bondsrepubliek Duitsland
- 1962: Ernst-Reuter-Plakette van de stad Berlijn
- 1963: Orde Merite Civique
- 1964: Bambi
- 1972: Großes Verdienstkreuz des Verdienstordens van de Bondsrepubliek Duitsland

## Filmografie
- 1928: Der moderne Casanova
- 1929: Katharina Knie
- 1930: Pension Schöller
- 1931: Die Faschingsfee
- 1931: Der wahre Jakob
- 1931: 1914, die letzten Tage vor dem Weltbrand
- 1931: Die andere Seite
- 1932: Der Stolz der 3. Kompanie
- 1932: Unheimliche Geschichten
- 1932: Der Orlow
- 1932: Tannenberg
- 1932: Der Diamant des Zaren
- 1933: Der Läufer von Marathon
- 1933: Sag' mir, wer Du bist
- 1933: Es war einmal ein Musikus
- 1933: Ein Lied geht um die Welt
- 1933: Kleiner Mann – was nun?
- 1933: Zwei im Sonnenschein
- 1933: Das Schloß im Süden
- 1933: Mädels von heute
- 1933: Wenn ich König wär!
- 1933: Polizeiakte 909 - Taifun
- 1934: Die Finanzen des Großherzogs
- 1934: Pappi
- 1934: Was bin ich ohne Dich
- 1934: Der junge Baron Neuhaus
- 1934: Da stimmt was nicht
- 1934: Ein Kind, ein Hund, ein Vagabund
- 1934: Lockvogel
- 1935: Mein Leben für Maria Isabell
- 1935: Lärm um Weidemann
- 1936: Die große und die kleine Welt
- 1936: Skandal um die Fledermaus
- 1936: Spiel an Bord
- 1937: Die göttliche Jette
- 1937: Versprich mir nichts!
- 1937: Mit versiegelter Order
- 1938: Kleiner Mann – ganz groß
- 1938: Ich liebe Dich (ook als co-draaiboek)
- 1938: Der Optimist
- 1938: Scheidungsreise
- 1939: Schneider Wibbel (regie)
- 1940: Casanova heiratet (regie)
- 1941: Kopf hoch, Johannes! (regie)
- 1942: Die Sache mit Styx
- 1942: Wir machen Musik
- 1943: Altes Herz wird wieder jung
- 1943: Ein glücklicher Mensch
- 1945: Das Leben geht weiter
- 1946: Peter Voss, der Millionendieb
- 1946: Sag' die Wahrheit (productie)
- 1947: Zugvögel (productie)
- 1947: Und finden dereinst uns wieder (productie)
- 1947: Zwischen gestern und morgen
- 1949: Anonyme Briefe
- 1950: Die wunderschöne Galathee
- 1950: Melodie des Schicksals
- 1950: Skandal in der Botschaft
- 1951: Der blaue Stern des Südens
- 1952: Der Fürst von Pappenheim
- 1954: Eine Liebesgeschichte
- 1954: Hochstaplerin der Liebe
- 1955: Des Teufels General
- 1955: Der Himmel ist nie ausverkauft
- 1955: Vor Gott und den Menschen
- 1955: Musik im Blut (Kurt Widmann-story)
- 1956: Kein Platz für wilde Tiere (spreker)
- 1956: Ein Mädchen aus Flandern
- 1956: Nichts als Ärger mit der Liebe
- 1958: Scampolo
- 1958: Der veruntreute Himmel
- 1960: Bomben auf Monte Carlo
- 1960: Schlußakkord
- 1961: Der Fälscher von London
- 1961: Es muß nicht immer Kaviar sein
- 1961: Diesmal muß es Kaviar sein
- 1963: Das Haus in Montevideo
- 1963: Begegnung in Salzburg
- 1964: Slim Callaghan greift ein (8-delige tv-serie)
- 1966: Winnetou und sein Freund Old Firehand
- 1971: Glückspilze

## Hoorspelen
- 1947: Was den Damen gefällt – (hoofdrol en regie)
- 1948: Ingeborg – regie: Otto Kurth
- 1951: Affäre Dreyfus – regie: Curt Goetz-Pflug
- 1955: Der Apollo von Bellac – regie: Rolf von Goth
- 1957: Gigi – uit de reeks Wir gehen ins Theater (regie)
- 1959: Tod eines Nichtschwimmers – regie: Hans Bernd Müller
- 1960: Die Reise nach Österreich – regie: Gerlach Fiedler
- 1960: Venus im Licht – regie: Hans Lietzau
- 1961: Ferdinand und der Kaiser – regie: Peter Schulze-Rohr
- 1963: Minna Magdalena – regie: Hans Deppe
- 1964: Lärm in Tripolis – regie: Hans Dieter Schwarze
- 1972: Dämmerung mit 6 Richtigen – regie: Günter Bommert

- Bibliothèque nationale de France: cb141698324 (data)
- Gemeinsame Normdatei: 118715291
- International Standard Name Identifier: 0000 0000 7779 599X
- Library of Congress Control Number: no2001085553
- MusicBrainz: 598c7565-b277-4d56-a13f-804d3b1fa96f
- Nationale Bibliotheek van Tsjechië: pna2010572297
- Nationale Bibliotheek van Israël: 987007426464305171
- Nationale Bibliotheek van Polen: a0000002941369
- Virtual International Authority File: 54356575
- WorldCat: E39PBJv4jPKTxGdxx3WjM7qqQq